# 王仁波
王仁波（1923年—？），汉族，河南省叶县人，中华人民共和国政治人物。

## 生平
1948年参加工作，1952年加入中国共产党，1958年6月，中共云南省委任命王仁波为陇川县县委书记。1964年6月担任瑞丽县委书记。1965年10月至1966年5月，选任政协瑞丽县委员会第五届主席。1975年6月至1977年4月，担任中共施甸县委员会书记。